# Хабанера
Хабане́ра (ісп. Habanera — вимова «абанера») — граціозний іспанський народний танець-пісня, що виник на Кубі й пізніше поширився в Іспанії та по всьому світі. Тепер цей танець відоміший як бакурда. Назва походить від назви міста Гавана.